# Crepidodera longula
Crepidodera longula är en skalbaggsart som beskrevs av Horn 1889. Crepidodera longula ingår i släktet Crepidodera och familjen bladbaggar. Inga underarter finns listade i Catalogue of Life.